# Cantone di Ouistreham
Il Cantone di Ouistreham è una divisione amministrativa dell'arrondissement di Caen.
A seguito della riforma approvata con decreto del 17 febbraio 2014, che ha avuto attuazione dopo le elezioni dipartimentali del 2015, è passato da 7 a 11 comuni.

## Composizione
I 7 comuni facenti parte prima della riforma del 2014 erano:
- Bénouville
- Biéville-Beuville
- Blainville-sur-Orne
- Colleville-Montgomery
- Ouistreham
- Périers-sur-le-Dan
- Saint-Aubin-d'Arquenay

Dal 2015 i comuni appartenenti al cantone sono i seguenti 11:
- Bénouville
- Biéville-Beuville
- Blainville-sur-Orne
- Cambes-en-Plaine
- Colleville-Montgomery
- Hermanville-sur-Mer
- Lion-sur-Mer
- Mathieu
- Ouistreham
- Périers-sur-le-Dan
- Saint-Aubin-d'Arquenay